# Xu Mengtao
Xu Mengtao, född den 12 juli 1990 i Jilin, Kina, är en kinesisk freestyleåkare.
Hon tog OS-silver i damernas hopp i samband med de olympiska freestyletävlingarna 2014 i Sotji. Vid olympiska vinterspelen 2022 i Peking tog Xu guld i damernas hopp och silver i den mixade lagtävlingen i hopp.